# 中国社会科学院学部委员
中国社会科学院学部委员以及中国社会科学院荣誉学部委员，是中国社会科学院内的最高学术称号，每四年增选一次，为终身荣誉。
学部委员为在职学者，荣誉学部委员为已退休学者。现有学部委员57人（含已故），荣誉学部委员133人（含已故）。

## 历史
1955年，中国科学院设立学部委员制度，中国社会科学院前身中国科学院哲学社会科学部选出61名学部委员。
1993年10月，中国科学院学部委员改名为中国科学院院士。2006年，中国社科院设立学部委员制度。
中国社会科学院院长陈奎元介绍，中国社科院设立学部，推选学部委员，不是接续中国科学院哲学社会科学部的学部委员。但外界广泛认为学部委员制度是向院士制度过渡的信号。《人民日报》的报道称：“这意味着今后中国社科院也将与中国科学院、中国工程院一样，拥有自己的院士”。
2006年8月1日，产生第一批学部委员和荣誉学部委员共95名，不同于中科院、工程院院士的评选，学部委员仅从中国社会科学院内部产生，各高校和其他社科界人士未参加。其后分别在2010年、2014年、2018年、2024年增选。